# Alpengarten Patscherkofel

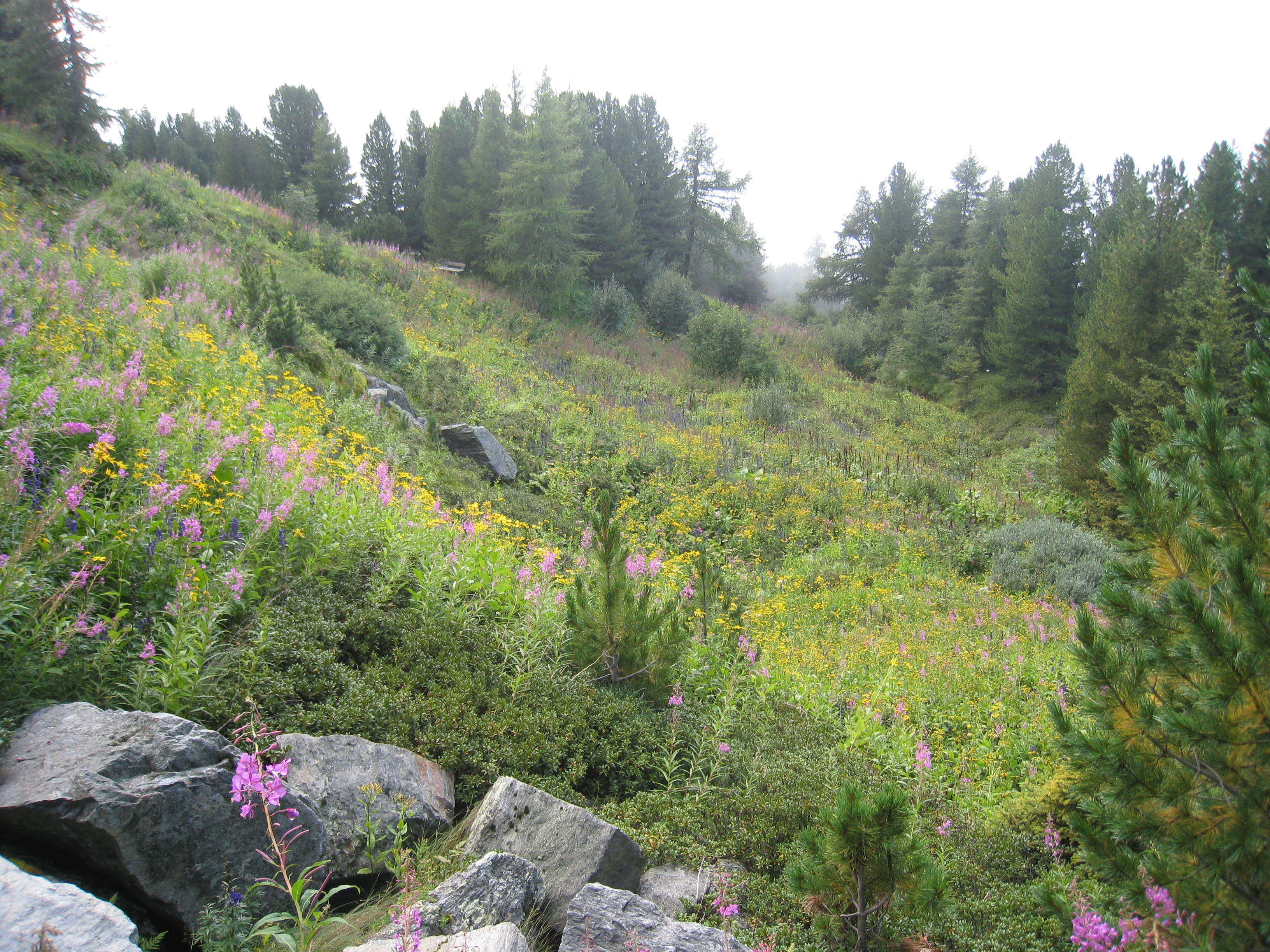
Der Alpengarten Patscherkofel erstreckt sich über 1,5 Hektar und liegt neben der Bergstation der Patscherkofelbahn.

Der Alpengarten Patscherkofel befindet sich am südlichen Hausberg von Innsbruck, dem Patscherkofel, auf fast 2.000 Metern Seehöhe. Er ist der höchstgelegene Botanische Garten in Österreich. Nach einer Grundschenkung von Stadt Innsbruck und Land Tirol ist er seit 1930 im Besitz der Universität Innsbruck. Er ist Teil des Botanischen Gartens der Universität.

## Geschichte
Anton Kerner von Marilaun, 1860 auf die Lehrkanzel für Botanik berufen, beschäftigte sich intensiv mit Alpenpflanzen. Er ließ den ersten Alpenpflanzengarten im Botanischen Garten der Universität und 1875 den ersten botanischen Alpengarten über der Waldgrenze am Blaser anlegen, der nach seinem Tod 1898 wieder aufgelassen wurde. 1926 regte der damalige Leiter der Rektoratskanzlei, inspiriert durch einen Besuch des Alpengartens La Linnaea der Universität Genf in den Walliser Alpen, erneut die Errichtung eines Alpengartens in den Bergen um Innsbruck an. Die Wahl fiel auf den Patscherkofel, der seit 1928 durch die Patscherkofelbahn erschlossen wurde. 
1930 erhielt die Universität vom Land Tirol und der Stadt Innsbruck zwei Grundstücke nahe der Bergstation mit einer Fläche von 8700 m². 1935 wurden unter dem damaligen Leiter des Instituts für Botanik, Adolf Sperlich (1879–1963), die Anlage und eine biologische Station eröffnet. Viktor Holzmann betreute den Garten in den Anfangsjahren. Ab 1946 übernahm Walther Büttner bis zu seiner Pensionierung 1973. Aus Geldmangel blieb der Alpengarten danach fast 20 Jahre ohne Betreuung.

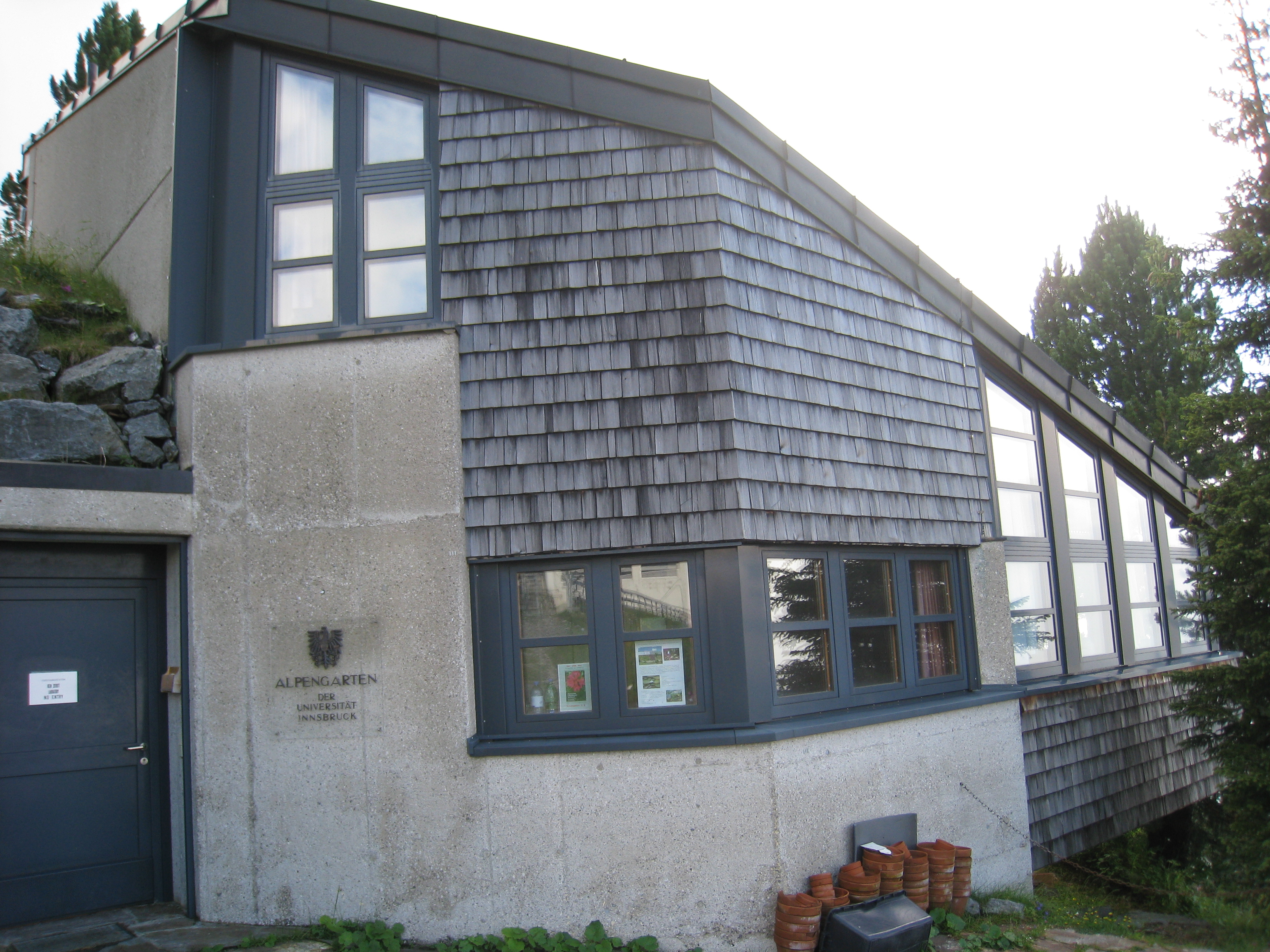
Das Forschungslabor wird von Wissenschaftlerinnen und Studierenden der Universität Innsbruck genutzt.

Ab 1992 haben Gärtner und Gärtnerinnen des Botanischen Gartens der Universität Innsbruck die Rekultivierung übernommen. 1994 wurde der rekultivierte Alpengarten mit einem neuen Forschungslabor und einem für die Öffentlichkeit zugänglichen Rundweg ausgestattet.

## Lage
Der Alpengarten liegt unterhalb der Bergstation der Patscherkofelbahn und des Patscherkofelhauses im Gemeindegebiet von Patsch. Er erstreckt sich über 1,5 Hektar auf zum Teil steilem Gelände im Hochgebirge am nordöstlichen Rand des Wipptales. 500 m² sind für Forschung und wissenschaftliche Untersuchungen abgetrennt. Mit wechselnder Neigung ist er nach Nordwesten ausgerichtet.

## Bereiche

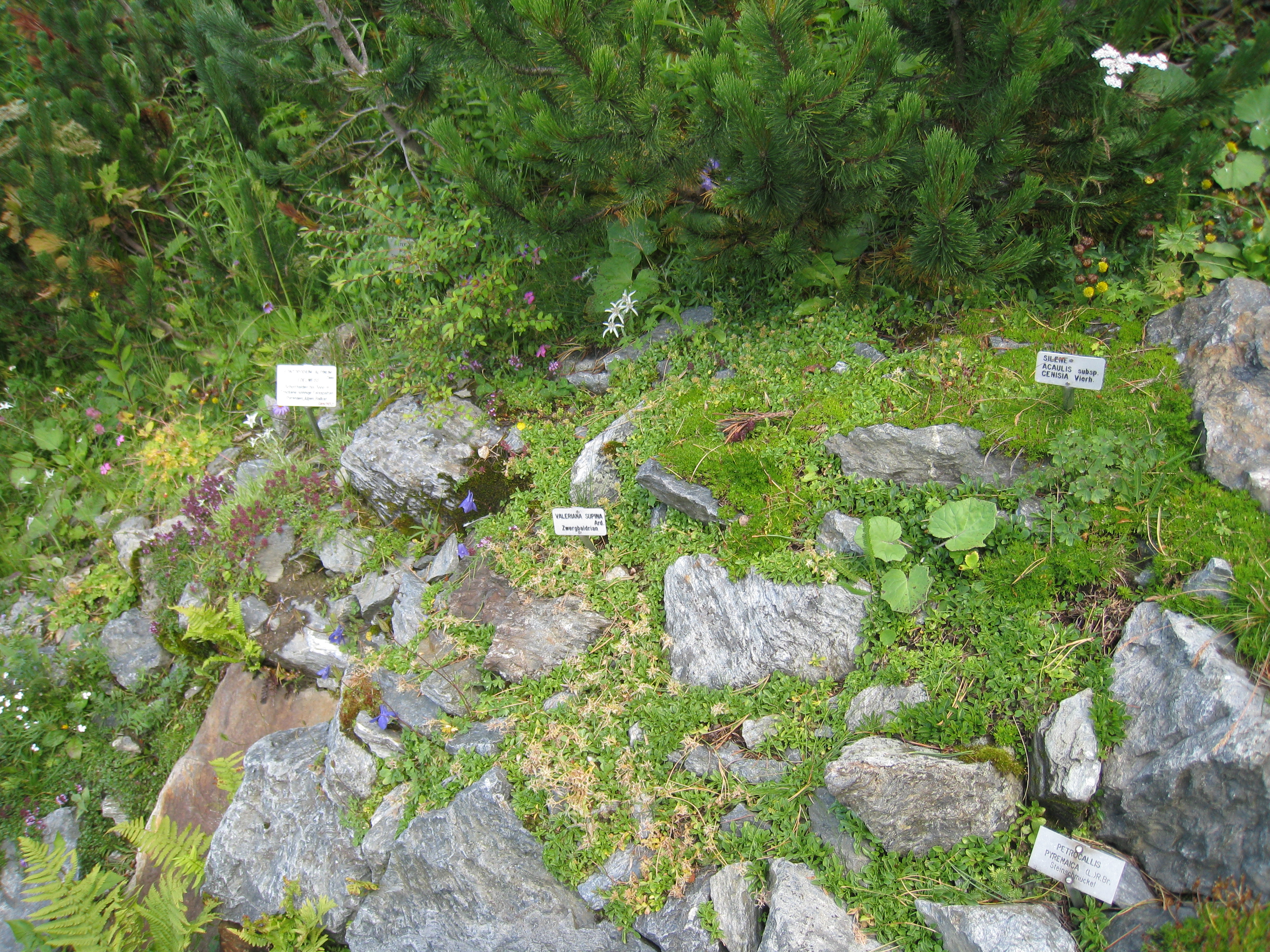
Informationstafeln geben Auskunft über die Pflanzenvielfalt.

Direkt an und über der Waldgrenze gelegen können verschiedene Pflanzgemeinschaften, Alpenblumen, Zwergstrauchheiden, Hochwald, Hochstaudenflur, Grünerlen, Fels- und Schuttflur sowie das alte Alpinum erlebt werden. Ein Kalksteingebiet wurde eigens errichtet, um Pflanzen der Kalkgebiete anzusiedeln.
Unvollständige Liste im Alpengarten Patscherkofel vorkommender Arten:
- Zirbe (Pinus cembra)
- Europäische Lärche (Larix decidua)
- Fichten (Picea abies)
- Grünerle (Alnus alnobetula)
- Rostblättrige Alpenrose (Rhododendron ferrugineum)
- Gämsheide (Loiseleuria procumbens)
- Reichästiger Kranzenzian (Gentianella ramosa)
- Wellensittich-Enzian (Gentiana farreri)
- Rosenwurz (Rhodiola rosea)
- Alpen-Soldanelle (Soldanella alpina)
- Alpen-Edelweiß (Leontopodium alpinum)

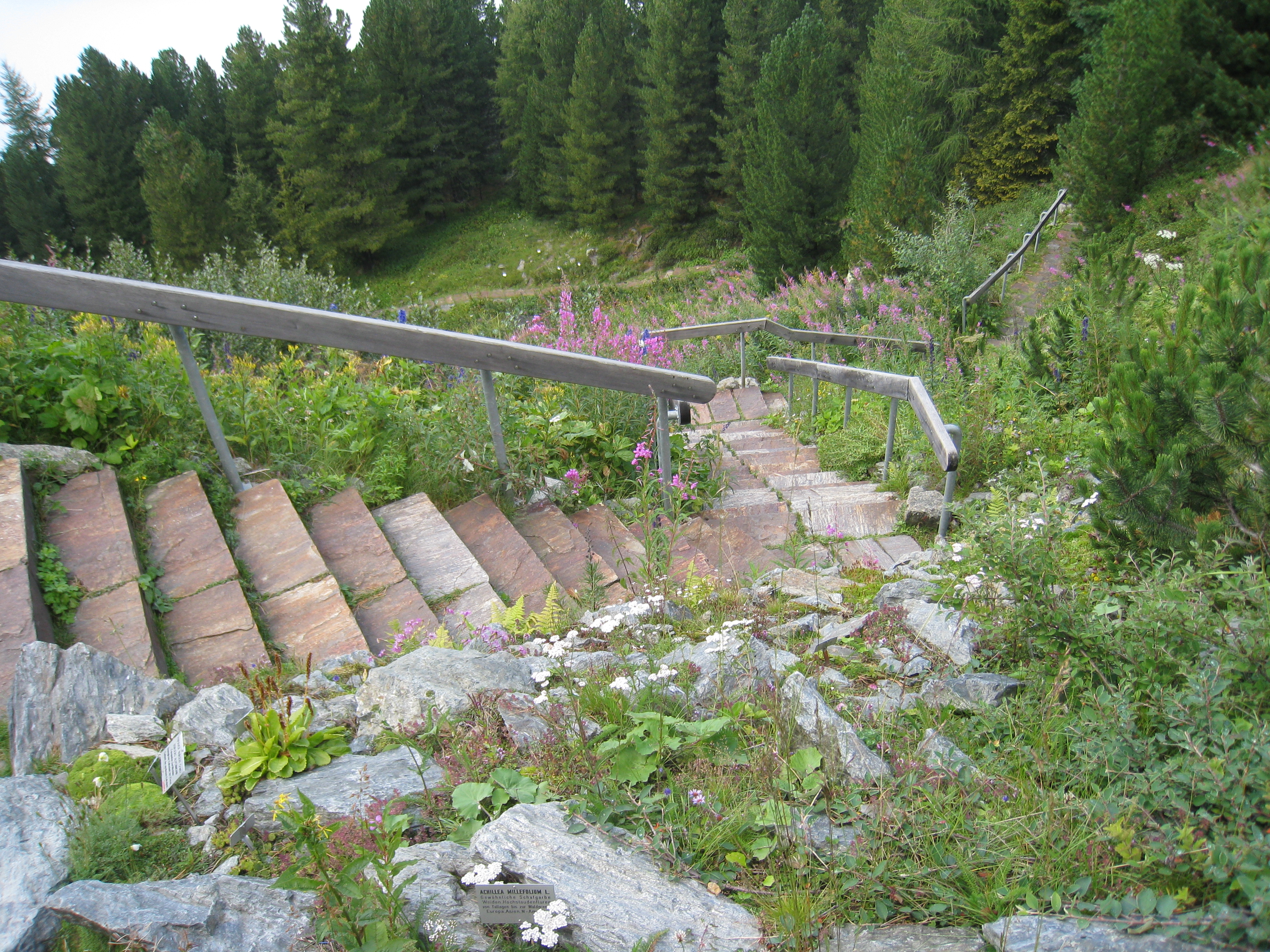
Der Rundweg führt durch 7 Stationen.

Ein beschilderter Rundweg (nicht barrierefrei) wurde 1994 errichtet. Er bietet anhand von Informationstafeln einen Überblick über Pflanzengesellschaften und einzelne Arten. Die Beschilderung erfolgt nach der binären Nomenklatur von Carl von Linné. Der Alpengarten ist von Juni bis Ende September frei zugänglich.